# Leon Valley (Teksas)
Leon Valley je grad u američkoj saveznoj državi Teksas. Prema popisu stanovništva iz 2010. u njemu je živjelo 10.151 stanovnika.